# Synapturichthys kleinii
 Synapturichthys kleinii és un peix teleosti de la família dels soleids i de l'ordre dels pleuronectiformes.

## Morfologia
Pot arribar als 40 cm de llargària total.

## Distribució geogràfica
Es troba des de les costes del Mediterrani fins a Sud-àfrica.